# Andreas Krainhöfner
Andreas „Andi“ Krainhöfner (* 10. April 1925 in Eger; † 2. April 2015 in Kulmbach) war ein deutscher Kommunalpolitiker und langjähriger Bürgermeister der oberfränkischen Gemeinde Himmelkron.

## Leben und Wirken
Krainhöfner war hauptberuflich als Fernmeldeamtsrat tätig und engagierte sich 36 Jahre lang ehrenamtlich als Bürgermeister der oberfränkischen Gemeinde Himmelkron (1966–2002). Dem Gemeinderat der Gemeinde gehörte er von 1960 bis 1966 sowie nochmals von 2002 bis 2008 an, insgesamt 12 Jahre.
In seiner Amtszeit als Bürgermeister stieg die Einwohnerzahl des Ortes von 1.414 auf 3.700 und die Zahl der Arbeitsplätze von 130 auf 1.900. Dies wurde durch die Ausweisung von fünf Wohnbaugebieten und drei gewerblichen Flächen erreicht. Krainhöfner trieb die Auflösung der im Rahmen der Gebietsreform zwangsweise gebildeten Verwaltungsgemeinschaft Neuenmarkt voran und ermöglichte damit die Rückerlangung der kommunalen Selbstständigkeit Himmelkrons.
Andreas Krainhöfner war Mitglied des Kreistags und des Bezirkstags Oberfranken und fungierte als Stellvertreter des Landrats. Dem Sport sehr verbunden, war er Vizepräsident des Bayerischen Turnverbandes sowie Vorsitzender des Turnverbandes Oberfranken und des TSV Himmelkron.
Unter Bürgermeister Krainhöfner ging Himmelkron als erste Gemeinde in Oberfranken eine Partnerschaft mit einer Gemeinde in Tschechien ein, nämlich mit Kynšperk nad Ohří (Königsberg an der Eger), das in der Nähe seines Geburtsortes Eger liegt.
Für seinen Einsatz zum Wiederaufbau der historischen Baille-Maille-Lindenallee in Himmelkron wurde Krainhöfner zum Ehrenvorsitzenden des Förderkreises zur Erhaltung und Verschönerung der Kulturlandschaft ernannt, dessen erster Vorsitzender er im Jahr 1984 geworden war.
Anlässlich seines 70. Geburtstags am 10. April 1995 verlieh ihm die Gemeinde Himmelkron die Ehrenbürgerwürde und gab ihm zu Ehren eine Festschrift heraus.
In den Jahren 1988 und 2000 war Krainhöfner Herausgeber zweier Bildbände, die die Entwicklung der Gemeinde Himmelkron anhand von Fotos dokumentierten.
Im Jahr 2009 wurde Krainhöfner von der Euregio Egrensis Arbeitsgemeinschaft Bayern mit einem Euregio-Egrensis-Preis geehrt. Er wurde damit für sein besonderes Engagement in der grenzüberschreitenden Zusammenarbeit ausgezeichnet, insbesondere „für die in die frühen [19]90-Jahre zurückreichende Zusammenarbeit der Gemeinde Himmelkron mit der Gemeinde Kynšperk nad Ohří als einzige deutsch-tschechische Kommunalpartnerschaft im Landkreis Kulmbach“. Die Preisverleihung fand im Unteren Schloss in Greiz statt.
Andreas Krainhöfner starb am 2. April 2015 – wenige Tage vor Vollendung seines 90. Lebensjahres – in Kulmbach.

## Auszeichnungen
- Bundesverdienstkreuz am Bande[4][5]
- Bayerischer Verdienstorden[5]
- Kommunale Verdienstmedaille des Freistaats Bayern in Silber[1]
- Ehrenmedaille des Bezirks Oberfranken in Silber[4]
- Goldene und Silberne Bürgermedaille des Landkreises Kulmbach
- Euregio-Egrensis-Preis 2009[3]
- Silberne Raiffeisennadel
- Goldener Ehrenring und Goldene Bürgermedaille der Gemeinde Himmelkron[6]
- Ehrenbürger der Gemeinde Himmelkron

## Gedenken
Im Neubaugebiet Weißmaintal in Himmelkron erinnert die Bürgermeister-Krainhöfner-Straße an ihn.

## Schriften
- Andi Krainhöfner (Hrsg.): Himmelkron: mit Lanzendorf und Gössenreuth; Bilder künden vom Wandel der Zeit. Bildband; zusammengestellt von Andi Krainhöfner. Geiger, Horb am Neckar 1988, ISBN 3-89264-244-3.
- Andi Krainhöfner (Hrsg.): Himmelkron: mit Lanzendorf und Gössenreuth; zwischen altem und neuem Jahrhundert; bunte Bilder künden vom Wandel der Zeit. Bildband; zusammengestellt von Andi Krainhöfner. Geiger, Horb am Neckar 2000, ISBN 3-89570-699-X.